# Patrick Rakovsky
Patrick Rakovsky (* 2. června 1993, Olpe, Německo) je německý fotbalový brankář a mládežnický reprezentant českého původu, v současnosti působí v německém klubu 1. FC Norimberk.

## Klubová kariéra
Patrick Rakovsky hrál v juniorských letech v českých klubech, postupně FK Dukla Praha (1999-2000), AC Sparta Praha (2000-2003), SK Slavia Praha (2003-2004) a opět AC Sparta Praha (2004-2007). V letech 2007-2011 pobýval v mládežnických týmech německého FC Schalke 04.
Od července 2011 je hráčem 1. FC Norimberk. V 1. Bundeslize debutoval 20. srpna 2011 proti Borussii Dortmund (porážka 0:2). Poté odchytal v sezoně 2011/12 ještě jedno bundesligové utkání, o týden později proti FC Augsburg (výhra 1:0).

## Reprezentační kariéra
Rakovsky reprezentoval Německo v mládežnických kategoriích od kategorie U15.